# Одесский автосборочный завод
Одесский автосборочный завод, ОдАЗ (укр. Одеський автоскладальний завод) — автосборочное предприятие в городе Одесса (Украина).

## История

### 1944—1991

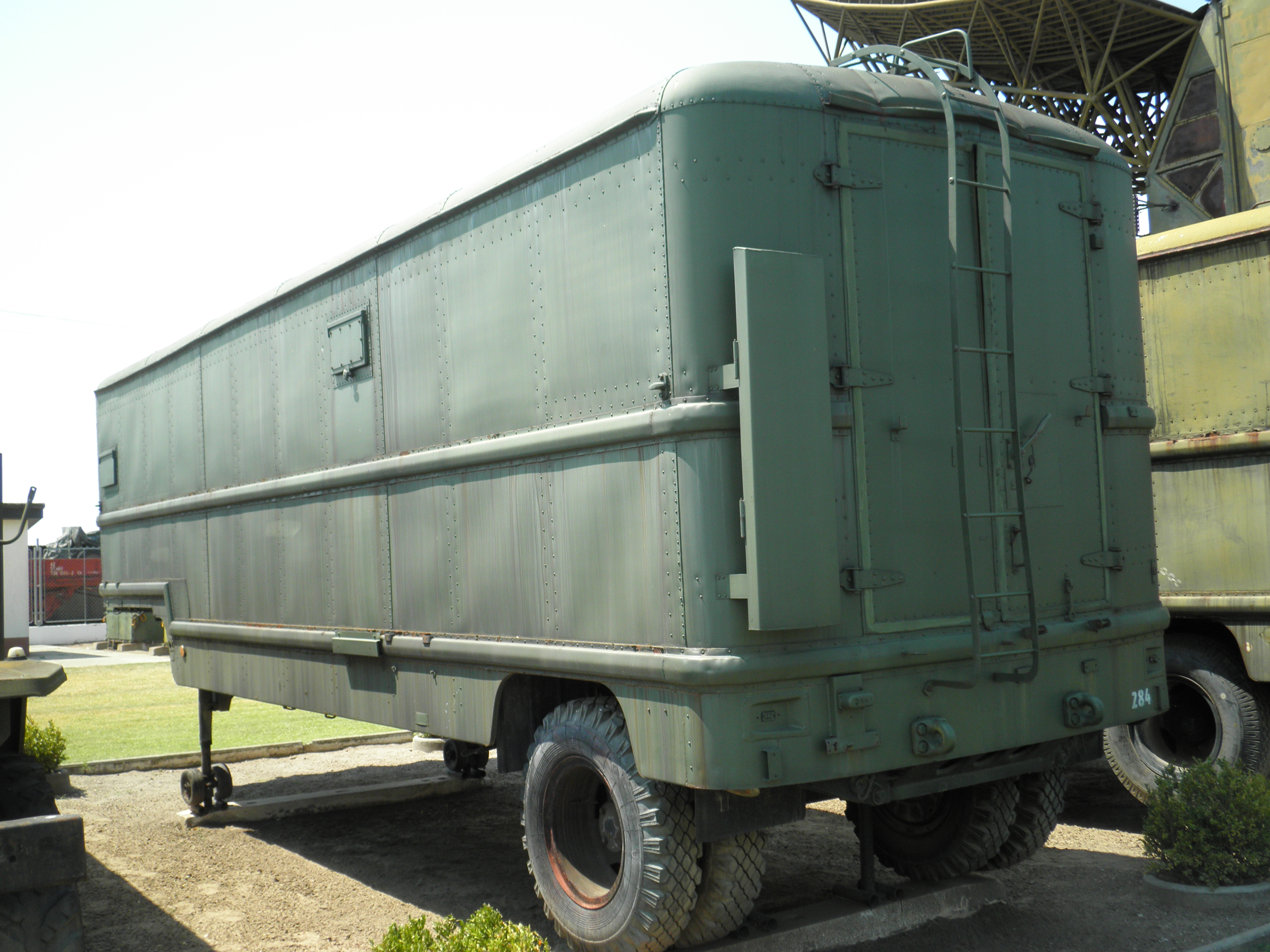
Одноосный специальный автомобильный прицеп ОдАЗ-828

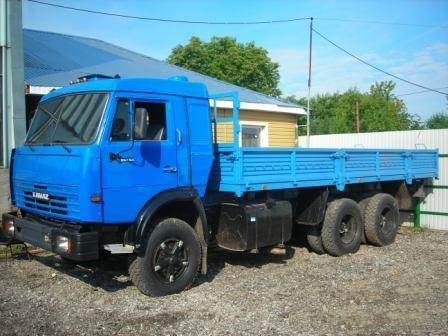
КАМАЗ-53212

Проектирование автосборочного завода в Одессе началось в 1944 году и было завершено в 1945—1949 гг., создание завода по проекту Гипроавтопрома началось в конце Великой Отечественной войны на базе существовавших автомастерских, которые выполняли крупноузловую сборку поступавших из США по ленд-лизу автомашин Студебекер, Шевроле, Додж и Форд, в 1946 году здесь началось производство одноосных автомобильных прицепов.
В 1947 году было принято решение об организации в Одессе завода по выпуску самосвалов на базе грузового автомобиля ГАЗ-51.
Одесский автосборочный завод был построен в 1948 году и начал работу в конце четвёртой пятилетки. В 1948 завод начал выпуск 2,25-тонного самосвала ГАЗ-93, производство которых продолжалось до 1959 года. В 1959—1964 гг. завод серийно выпускал 7-тонные полуприцепы ОдАЗ-784 для тягачей ЗИЛ и КАЗ.
В 1960-е годы на Одесском автосборочном заводе был начат выпуск троллейбуса ОдАЗ-695 (ЛАЗ-695Т) (с использованием кузова автобуса ЛАЗ-695, в который устанавливали электрооборудование от троллейбуса «Киев-2»). Выпуск продолжался в 1963—1964 гг., только для городской троллейбусной линии Одессы было выпущено 35 машин, которые проработали по 4-5 лет и были списаны в 1967—1969 гг..
В 1963 году для тягача КАЗ-606 специалисты ОдАЗ и Кутаисского автозавода совместно разработали двухосный бортовой полуприцеп КАЗ-717 грузоподъемностью 11,5 тонн, в это же время были разработаны полуприцеп-рефрижератор грузоподъемностью 6 тонн (производство которого передали на Луцкий машиностроительный завод) и 16-тонный полуприцеп-фургон.
В 1964 году завод начал производство 7,4-тонных полуприцепов ОдАЗ-885 для тягачей ЗИЛ-130В1 и КАЗ-608, в 1965 году для них был разработан полуприцеп-фургон ОдАЗ-794. Также завод выпускал ОдАЗ-828 для специальной аппаратуры радиотехнических комплексов, другие прицепы и полуприцепы вплоть до шасси для зенитного ракетного комплекса С-300.
В 1972 году завод начал выпуск платформы ОдАЗ-9987.
В 1976 году на заводе было создано ГСКБ по прицепам и рефрижераторам. Также, в 1976 году для седельного тягача КАМАЗ-5410 завод освоил производство двухосного бортового полуприцепа ОдАЗ-9370 грузоподъёмностью 13,7 тонн (который выпускался в двух вариантах исполнения: в виде бортовой платформы и в виде бортовой платформы с установленным каркасом и пломбируемым тентом) и двухосного полуприцепа-фургона ОдАЗ-9770 грузоподъёмностью 13,5 тонн.
В 1980-е годы завод стал головным предприятием в системе Минавтопрома СССР по разработке и выпуску прицепов и полуприцепов.
В 1983 году на замену ранее выпускавшихся полуприцепов-скотовозов ОдАЗ-857Б и ОдАЗ-857Д был начат выпуск улучшенного одноярусного полуприцепа-скотовоза ОдАЗ-9976 грузоподъемностью 12 тонн (обеспечивавшего возможность транспортировки 60-80 свиней, коз или овец либо 30-35 голов крупного рогатого скота), также были спроектированы двухъярусный полуприцеп-скотовоз ОдАЗ-9977 грузоподъёмностью 11 тонн и одноярусный полуприцеп-скотовоз ОдАЗ-9958 грузоподъемностью 8 тонн.
В середине 1980-х годов завод освоил серийное производство прицепов-рефрижераторов ОдАЗ-9772 и ОдАЗ-9786, в которых почти весь кузов был выполнен из алюминия (каркас изготавливали из алюминиевых профилей, наружную и внутреннюю обшивку — из алюминиевого листа). В 1987 году завод начал изготовление бортового полуприцепа ОдАЗ-9357. В 1989 году было освоено производство рефрижераторов ОдАЗ-47093 для ЗИЛ и ОдАЗ-37793 для ГАЗ с обшивкой по «сэндвич»-технологии из алюминиевого листа.

### После 1991
После провозглашения независимости Украины, заводское ГСКБ было переименовано в УкрСТКБ «Авторефрижератор», завод специализировался на производстве автотранспортной техники, включая прицепы, полуприцепы, фургоны-рефрижераторы, контейнеровозы, комбайновозы, скотовозы, зерновозы, спецтехнику, прицепы к легковым автомобилям и др. Занимался лицензионной сборкой автомобилей КАМАЗ.
В 1993—1994 годы предприятие было приватизировано и преобразовано в закрытое акционерное общество «Одесский автосборочный завод» (ЗАО «ОдАЗ»).
В 1994 году завод совместно с одесским филиалом НАТИ усовершенствовал конструкцию полуприцепа ОдАЗ-93572. Всего в 1994 году завод изготовил 342 прицепа.
В 1995 году на заводе работали 1700 человек.
В октябре 2001 года ЗАО «Одесский автосборочный завод» захватили рейдеры, в результате деятельности которых предприятию был нанесён ущерб в размере 37 млн. гривен (в ценах 2001 года) — были разрушены девять производственных цехов общей площадью 45 тысяч м², значительные повреждения получили остальные помещения; вывезены и сданы на металлолом чугунные плиты покрытия в цехах и заводская железнодорожная ветка длиной 4 километра. Только в ноябре 2010 года по решению отдела государственной исполнительной службы главного управления юстиции в Одесской области здания завода были возвращены предприятию
В сентябре 2010 года было объявлено о намерении начать на ОдАЗ сборку автомашин китайского производства, однако этот план так и не был реализован
В мае 2012 года основным направлением деятельности предприятия было предоставление в аренду площадей в оставшихся производственных помещениях.
По состоянию на начало весны 2013 года предприятие не функционировало, значительная часть оборудования была вывезена из цехов.
В январе 2015 года администрации завода удалось вернуть предприятию ещё одно помещение